# Pavel Časnoŭski
Pavel Henadzevič Časnoŭski (in bielorusso Павел Генадзевіч Часноўскі?; Minsk, 4 marzo 1986) è un ex calciatore bielorusso, di ruolo portiere.

## Carriera

### Club
Ha giocato nella prima divisione bielorussa ed in quella lettone (5 presenze con il Ventspils nel 2009).

### Nazionale
Ha giocato nelle nazionali giovanili bielorusse Under-17 ed Under-19.
Ha partecipato agli Europei Under-21 del 2009.

## Palmarès

### Club

#### Competizioni nazionali
- Campionato bielorusso: 3

BATĖ Borisov: 2011
Šachcër Salihorsk: 2020, 2021
- Supercoppa di Bielorussia: 1

BATĖ Borisov: 2011